# Latin American Poker Tour (10.ª temporada)
Depois de 7 anos desde a última temporada em 2016, o Latin American Poker Tour está devolta, unindo as forças do PokerStars com a Stack Eventos, organizadora do Brazilian Series of Poker para execução dos próximos LAPT's.

Durante o LAPT Grand Final e BSOP Millions 2023 em São Paulo no dia 29 de novembro de 2023 foi conhecido o Campeão Latino-Americano de Poker 2023. O título ficou com o argentino Juan Francisco Barattini que além do título ganhou US$ 50.000 de premiação e pacote completo (Hospedagem + Inscrição do Main Event) para todas as etapas do circuito LAPT11.

## Ranking LAPT10
* Fonte: WebArchive Ranking Final Latin American Poker Tour 10 - 2023
| Ranking Latin American Poker Tour 10 - 2023 | Ranking Latin American Poker Tour 10 - 2023 | Ranking Latin American Poker Tour 10 - 2023 |
| Pos.                                        | Nome                                        | Pontos                                      |
| ------------------------------------------- | ------------------------------------------- | ------------------------------------------- |
| 1º                                          | Juan Francisco Barattini                    | 1.883,00                                    |
| 2º                                          | Anthony Barranqueiros Ribeiro               | 1.701,60                                    |
| 3º                                          | Jose Raul Severino Cardoze                  | 1.349,00                                    |
| 4º                                          | Diego Sebastian Aro                         | 1.297,20                                    |
| 5º                                          | Jorge Enrique Ramella Piriz                 | 1.121,00                                    |
| 6º                                          | Gabriel Braga Mendes                        | 981,00                                      |
| 7º                                          | Rafael da Silva Moraes                      | 854,00                                      |
| 8º                                          | Carlos Hey                                  | 854,00                                      |
| 9º                                          | Lucas Roberto Rigos                         | 818,00                                      |
| 10º                                         | Hugo Maria Zanotti Cavazzoni Uliambre       | 816,00                                      |

## Programação

### LAPTRio de Janeiro
- Hotel: Windsor Barra Hotel
- Buy-in: R$7.500,00 (~$1,445)
- Duração: 2 de março de 2023 (quinta-feira) a 6 de março de 2023 (segunda-feira)
- Número de buy-ins:  557
- Premiação total: R$3.394.340,00 (~$658,584)
- Número de premiados: 79
- Mão vencedora: K♦ Q♣
- Resultado Oficial: The Hendom Mob
- Transmissão Oficial:

 YouTube: LAPT Rio Main Event - Dia 2 ♠️ PokerStars Brasil (10h04m05s)

 YouTube: LAPT Rio Main Event - Dia 3 ♠️ PokerStars Brasil (10h24m26s)

 YouTube: LAPT 2023 Rio Main Event - Mesa Final ♠️ PokerStars Brasil (4h32m43s)
| Mesa final | Mesa final             | Mesa final            |
| Pos.       | Nome                   | Prêmio                |
| ---------- | ---------------------- | --------------------- |
| 1º         | Anthony Barranqueiros  | R$650.000 (~$125,277) |
| 2º         | Jorge Ramella          | R$410.000 (~$79,020)  |
| 3º         | Glória Molina          | R$293.000 (~$56,471)  |
| 4º         | Luís Henrique Farinhas | R$228.000 (~$43,943)  |
| 5º         | Victor Pertile         | R$178.800 (~$34,460)  |
| 6º         | José Ferro             | R$140.500 (~$27,079)  |
| 7º         | Juan Franco            | R$104.900 (~$20,217)  |
| 8º         | Fabrício Nociolini     | R$72.650 (~$14,002)   |
| 9º         | Gregory Fabião         | R$57.360 (~$11,055)   |

### LAPTMontevideu
- Casino: Hotel Sofitel Montevideo Casino Carrasco and Spa
- Buy-in: $1,500
- Data: 28 de abril de 2023 (sexta-feira) a 2 de maio de 2023 (terça-feira)
- Número de buy-ins:  346
- Premiação total: $427,900
- Número de premiados: 47
- Mão vencedora: 9♦ 5♦
- Resultado Oficial: The Hendom Mob
- Transmissão Oficial:

 YouTube: ♠ Dia 2 - Main Event do LAPT Montevidéu 2023 ♠ - 1º - US$80.000,00 (10h27m49s)

 YouTube: ♠ Dia 3 - Main Event do LAPT Montevidéu 2023 ♠ (9h16m51s)

 YouTube: ♠ Final Table - Main Event do LAPT Montevidéu 2023 ♠ (6h02m29s)

| Mesa final | Mesa final          | Mesa final |
| Pos.       | Nome                | Prêmio     |
| ---------- | ------------------- | ---------- |
| 1º         | Tulio Bertoli       | $80,000    |
| 2º         | João Duarte         | $52,000    |
| 3º         | Yulian Giraldo      | $39,000    |
| 4º         | Guthemberg de Souza | $32,000    |
| 5º         | Erik Buxhoeveden    | $25,000    |
| 6º         | Juan Barattini      | $19,000    |
| 7º         | Rubens Apovian      | $13,900    |
| 8º         | Diego Aro           | $10,200    |
| 9º         | Brian Kaufman       | $8,350     |

### LAPTPanamá
- Casino: Sheraton Grand Panama, Crown Casino Panama
- Buy-in: $1,500
- Data: 4 de agosto de 2023 (sexta-feira) a 8 de agosto de 2023 (terça-feira)
- Número de buy-ins:  340
- Premiação total: $410,500
- Número de premiados: 47
- Mão vencedora: 9♦ 9♣
- Resultado Oficial: The Hendom Mob
- Transmissão Oficial:

 YouTube: ♠ Dia 2 - Main Event do LAPT Panamá 2023 ♠ - 1º - US$ 80.000 (8h13m42s)

 YouTube: ♠ Dia 3 - Main Event do LAPT Panamá 2023 ♠ - 1º - US$ 80.000 (4h30m52s)

 YouTube: ♠ Final Table - Main Event do LAPT Panamá 2023 ♠ - 1º - US$ 80.000 (7h57m48s)

| Mesa final | Mesa final          | Mesa final         |
| Pos.       | Nome                | Prêmio/(*Acordo)   |
| ---------- | ------------------- | ------------------ |
| 1º         | Anton Markus Meekma | $80,000 (*$69,934) |
| 2º         | Diego Aro           | $51,000 (*$44,951) |
| 3º         | Juan Barattini      | $38,000 (*$54,115) |
| 4º         | Michael Hou         | $31,000            |
| 5º         | Christian Hospina   | $24,300            |
| 6º         | Jesus Moreno        | $18,600            |
| 7º         | Felipe Roldan       | $13,600            |
| 8º         | Rafael Henriquez    | $10,000            |
| 9º         | Rodrigo Zouvi       | $8,200             |

- Houve acordo entre os 3 finalistas

### LAPT /BSOPFoz do Iguaçu
- Hotel: Wish Foz do Iguaçu
- Buy-in: R$ 7,500 (~$1,445)
- Data: 4 de outubro de 2023 (quinta-feira) a 10 de outubro de 2023 (terça-feira)
- Número de buy-ins: 258
- Premiação total: R$1.750.000 (~$339,345)
- Número de premiados: 39
- Mão vencedora: A♥10♠
- Resultado Oficial: The Hendom Mob
- Transmissão Oficial:

 YouTube: ♠ Final Table - Main Event do LAPT Foz 2023 ♠ (7h12m18s)

| Mesa final | Mesa final          | Mesa final            |
| Pos.       | Nome                | Prêmio                |
| ---------- | ------------------- | --------------------- |
| 1º         | Hugo Zanotti        | R$330.000 (~$63,991)  |
| 2º         | Paulo Joanello      | R$ 220,000 (~$42,660) |
| 3º         | André Scaff         | R$ 155,000 (~$30,056) |
| 4º         | Leandro Pimentel    | R$ 120,000 (~$23,269) |
| 5º         | Paulo Donghia       | R$ 97,000 (~$18,809)  |
| 6º         | José Severino       | R$ 79,000 (~$15,319)  |
| 7º         | Fernando Giacomelli | R$ 58,000 (~$11,247)  |
| 8º         | Pablo Menezes       | R$ 42,000 (~$8,144)   |
| 9º         | Carlos Rocha        | R$ 35,400 (~$6,864)   |

### BSOP Millions 2023/LAPT Grand FinalBrasil
- Hotel: World Trade Center de São Paulo
- Buy-in: R$7,500 (~$1,543)
- Premiação Garantida: R$1.500.000 (~$305,700)
- Data BSOP Millions: 15 de novembro de 2023 (quarta-feira) a 29 de novembro de 2023 (quarta-feira)
- Data LAPT São Paulo: 16 de novembro de 2023 (quinta-feira) a 20 de novembro de 2023 (segunda-feira)
- Número de buy-ins: 771
- Premiação total: R$4.736.360 (~$974,419)
- Número de premiados: 111
- Mão vencedora: A♦ 8♦
- Resultado Oficial: The Hendom Mob
- Transmissão Oficial:

 YouTube: ♠ Dia Final - LAPT Main Event - 1.5M Gtd no BSOP Millions 2023 ♠ 1º - R$ 900.000,00 (10h25m13s)

| Mesa final | Mesa final     | Mesa final                         |
| Pos.       | Nome           | Prêmio/(*Acordo)                   |
| ---------- | -------------- | ---------------------------------- |
| 1º         | Lucas Rigos    | R$900.000 (*R$792.000) (~$162,939) |
| 2º         | Andres Read    | R$540.000 (*R$648.000) (~$133,314) |
| 3º         | Kim de Sousa   | R$385.600 (~$79,330)               |
| 4º         | Naresh Trivedi | R$291.750 (~$60,022)               |
| 5º         | Yuri Rodrigues | R$231.150 (~$47,555)               |
| 6º         | Bruno Borges   | R$174.770 (~$35,956)               |
| 7º         | Keven Augusto  | R$125.520 (~$25,823)               |
| 8º         | Oscar Alache   | R$85.750 (~$17,641)                |
| 9º         | José Geleilate | R$67.750 (~$13,938)                |

- Houve acordo entre os 2 finalistas